# Phylidorea (Phylidorea) longicornis
Phylidorea (Phylidorea) longicornis is een tweevleugelige uit de familie steltmuggen (Limoniidae). De soort komt voor in het Palearctisch gebied.